# Bruno Araújo
Bruno Cavalcanti de Araújo GCRB • GCMD • GOMA (Recife, 15 de março de 1972) é um advogado e político brasileiro, filiado ao Partido da Social Democracia Brasileira (PSDB). Foi deputado federal pelo estado de Pernambuco durante três mandatos consecutivos e Ministro das Cidades do Brasil.
Formado pela tradicional Faculdade de Direito do Recife da Universidade Federal de Pernambuco (UFPE), Araújo atua desde muito cedo na cena política pernambucana. Foi eleito duas vezes deputado estadual, ocupando diversas funções de destaque na Assembleia Legislativa.
Em 17 de abril de 2016, proferiu o 342º voto que autorizou o prosseguimento do processo de impeachment da presidente Dilma Rousseff, que avançou para o Senado Federal. Em 12 de maio de 2016, assumiu o ministério das Cidades após a nomeação de Michel Temer como Presidente da República interino. Foi eleito em 31 de maio de 2019 presidente nacional do PSDB, deixando o cargo antecipadamente (cujo mandato se encerraria em fevereiro) em 26 de janeiro de 2023, sendo empossado logo em seguida o atual governador do Rio Grande do Sul, Eduardo Leite.

## Formação política
É filho do político pernambucano Eduardo Gomes de Araújo, que foi deputado estadual de Pernambuco e constituinte da Constituição de Pernambuco de 1989. Eduardo Araújo foi reeleito deputado estadual em 1994 pelo Partido da Frente Liberal (PFL).
Bruno Araújo ingressou na Faculdade de Direito do Recife (UFPE) em 1991 e concluiu o curso em 1996. Também em 1991, ano em que inicia os estudos de Direito, assume o cargo de Oficial de Gabinete do então governador de Pernambuco Joaquim Francisco (PFL) com menos de 20 anos de idade. Em 1995, após vitória de Fernando Henrique Cardoso para Presidente da República, Bruno ingressou no PSDB, acompanhando seu pai, o deputado Eduardo Araújo.
Nas eleições de 1998, Bruno é candidato a deputado estadual pelo PSDB, sucedendo seu pai no cargo. Foi candidato na coligação "Muda Pernambuco" que contava com a candidatura de Carlos Wilson (PSDB) para governador que ficou em terceiro lugar na disputa e foi vencido pela coligação de Jarbas Vasconcelos (PMDB) para governador e Mendonça Filho (PFL) para vice.

## Assembleia Legislativa de Pernambuco

### Primeiro mandato
Em 1998, aos 26 anos de idade, foi eleito pelo PSDB, sendo o deputado estadual mais jovem do estado, com 34.014 votos. No seu primeiro mandato na Assembleia Legislativa de Pernambuco, teve atuação destacada: foi eleito 1º vice-presidente da ALEPE, para o biênio 1999/2001, assumindo a Presidência da casa por seis meses consecutivos, com apenas 28 anos, devido à licença médica do presidente José Marcos de Lima.
Como presidente, instalou as CPIs da Violência, dos Combustíveis e dos Medicamentos. Foi criador e primeiro presidente da Comissão Especial de Relações Exteriores, quando propôs o reconhecimento do Arquipélago de Fernando de Noronha como Patrimônio Natural da Humanidade.
Durante todo o mandato, foi membro da Comissão de Constituição, Legislação e Justiça e no biênio de 2001/2003, eleito Presidente da Comissão de Administração Pública da Assembleia Legislativa. Também foi relator da reforma administrativa do Estado.
Ao longo de sua vida pública, foi homenageado com medalhas e condecorações. Recebeu do Exército Brasileiro a Medalha “O Pacificador do Comando Militar do Nordeste”, da Assembleia Legislativa a Medalha “Comemorativa aos 150 anos de Joaquim Nabuco” e ainda a Medalha “Ordem do Mérito Militar” da Polícia Militar de Pernambuco e dos Bombeiros Militares.

### Segundo mandato
Em 6 de outubro de 2002 foi eleito para o segundo mandato na Assembleia Legislativa, sendo desta vez o terceiro mais votado do estado com 57.452 votos e, novamente, o candidato com maior número de votos em seu partido, o PSDB. Além disso, Bruno Araújo foi o deputado mais votado em diversos municípios pernambucanos como Custódia, Ipojuca, São Bento do Una, Escada, Sanharó e São Joaquim do Monte.[carece de fontes?]
Juntamente com a nova legislatura, Araújo assumiu no início de 2003, a convite do governador Jarbas Vasconcelos, a liderança do Governo na Assembleia, onde coordenou uma bancada com cerca de 30 deputados, a maioria na Casa de Joaquim Nabuco.

## Câmara dos Deputados

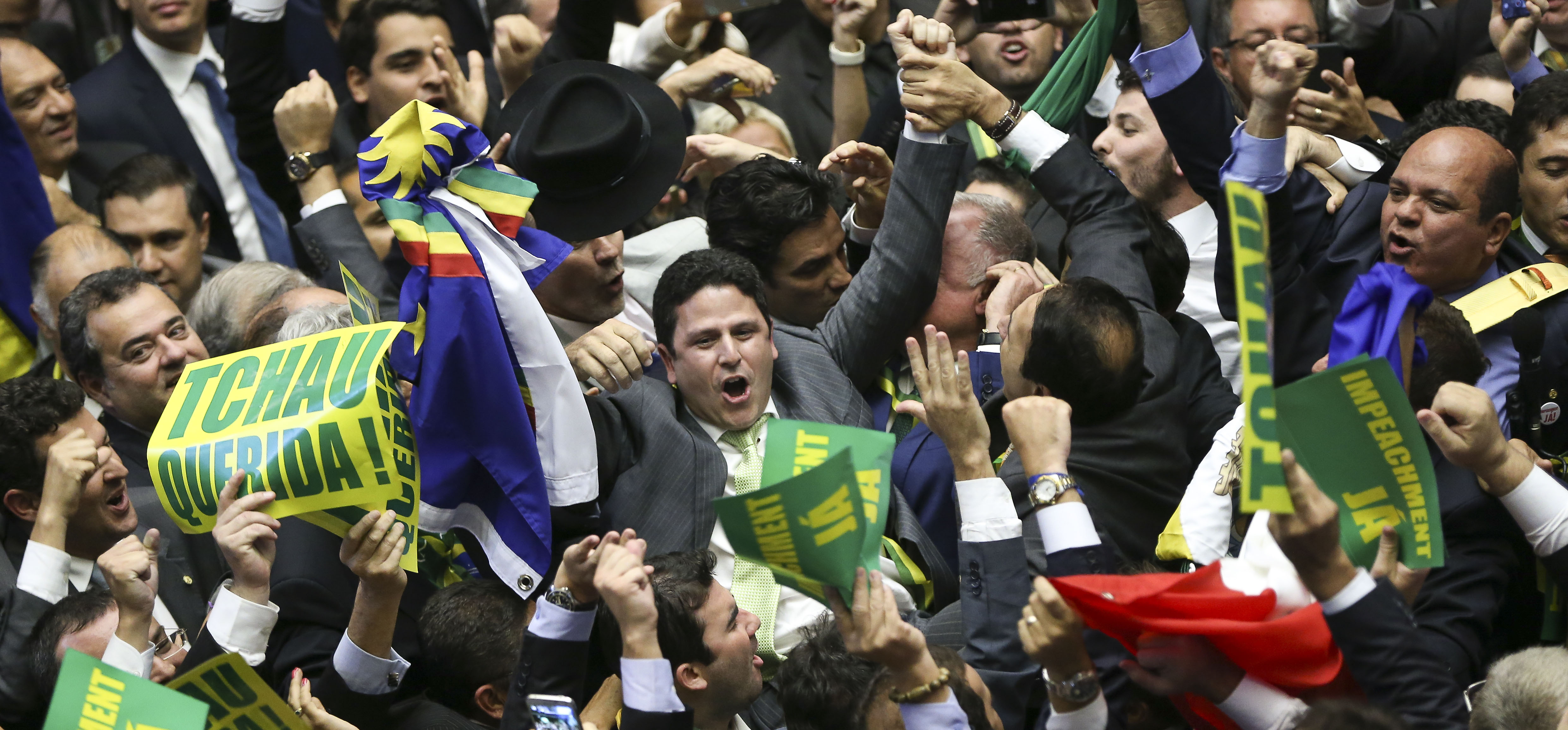
O Deputado Bruno Araújo logo após proferir o 342º voto que autorizou o processo de impeachment na Câmara dos Deputados.

Em 2006 eleito deputado federal, com uma expressiva votação (138.498 votos). Já em seu primeiro mandato foi primeiro vice-líder da bancada tucana na Câmara dos Deputados e participou como membro titular e suplente de importantes comissões. Sua atuação em Brasília foi destaque em levantamentos  de jornais de Pernambuco que o apontaram como um dos mais atuantes parlamentares do estado.
Bruno Araújo foi reeleito deputado federal com mais de 120 mil votos, em 2010.
Em seu segundo mandato, ao longo de 2012, liderou a bancada do PSDB, maior partido de oposição no país, com mais de 50 parlamentares. Em 2011 presidiu a Comissão de Ciência e Tecnologia da Câmara dos Deputados, colocando em pauta diversos temas importantes como inovação, comunicação e educação.
Entre as propostas de sua autoria estão a que obriga as administradoras de cartão de crédito a disponibilizarem comprovante negativo da operação e a que estabelece um prazo de trinta dias após a publicação do veto presidencial no Diário Oficial da União para sua análise no Congresso.
Foi o relator geral da receita para o orçamento 2011. Coube ao parlamentar pernambucano coordenar a destinação da arrecadação federal e reestimar as receitas para a proposta orçamentária deste ano. Araújo também participou de missões de parlamentares. Em 2009 integrou comitiva de deputados que esteve em Honduras, durante a crise política, para conferir a situação da comunidade brasileira naquele país.
Em 2014 tornou-se presidente do PSDB em Pernambuco. No mesmo ano foi reeleito deputado federal com 131 768 votos.
Em 17 de abril de 2016, foi responsável pelo decisivo 342º voto que autorizou na Câmara dos Deputados o processo de impeachment contra Dilma Rousseff.

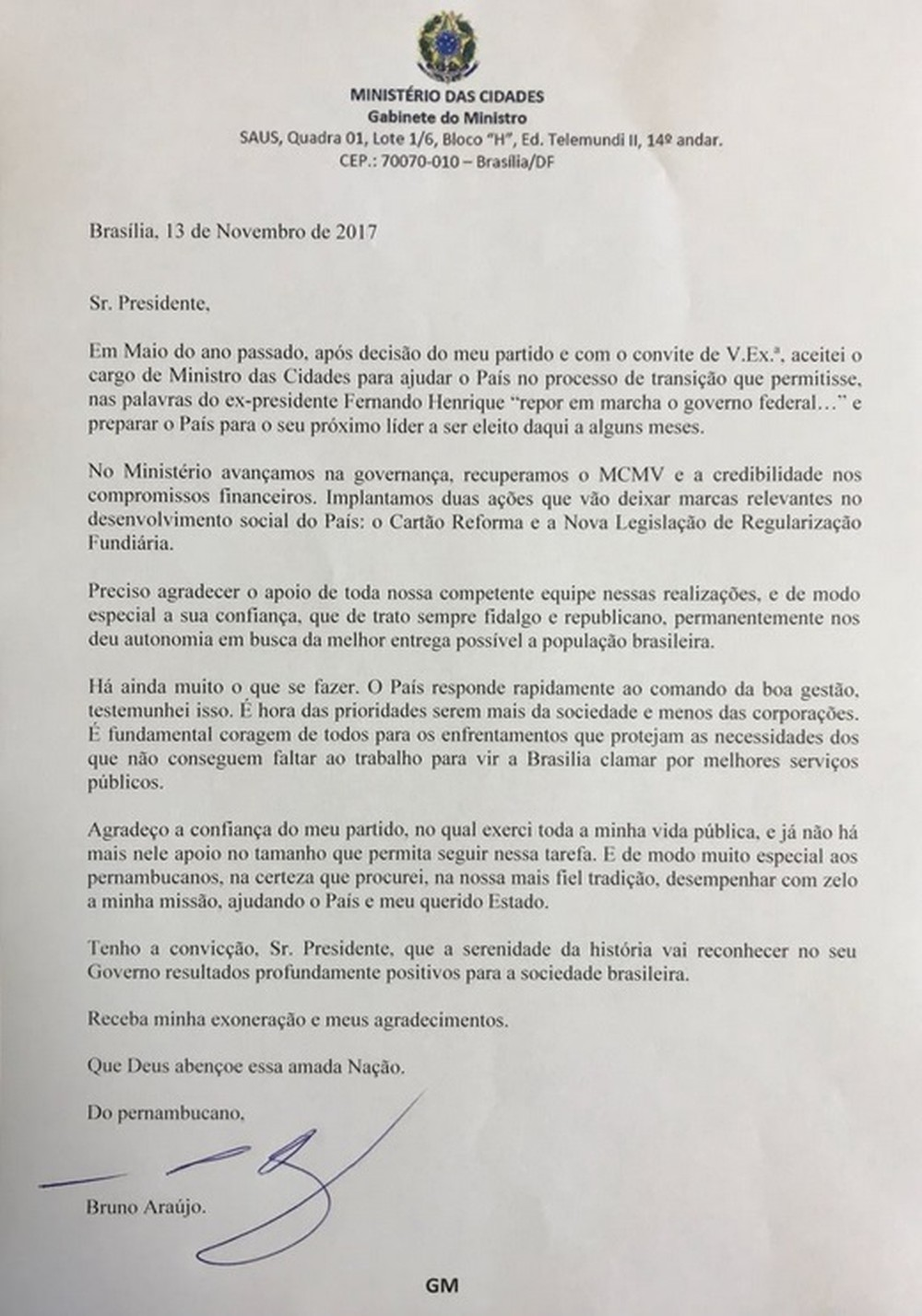
Carta em que pede exoneração do Ministério das Cidades e 2017.

Já durante o Governo Michel Temer, votou a favor da PEC do Teto dos Gastos Públicos. Em abril de 2017 foi favorável à Reforma Trabalhista.  Em agosto de 2017 votou contra o processo em que se pedia abertura de investigação do então presidente Michel Temer, ajudando a arquivar a denúncia do Ministério Público Federal.

## Campanha para o Senado Federal
Em 2018 tentou eleição para senador no estado de Pernambuco, porém não conseguiu atingir os votos necessários.
Bruno foi um dos candidatos da coligação "Pernambuco vai mudar" (PTB, PSC, DEM, PSDB, PPS, PRB, PR, PV, PODE, PATRI, PSL, PHS e PMB) que lançou Armando Monteiro para governador e Mendonça Filho como o outro candidato ao Senado Federal. Entretanto, Bruno obteve apenas 13,91% e ficou na quarta colocação.

## Presidência nacional do PSDB
Na convenção nacional do PSDB de 31 de maio de 2019, Bruno Araújo foi eleito presidente nacional do partido para um mandato de dois anos. Considerado próximo ao governador João Dória no momento da eleição, declarou apoio à Reforma da Previdência.

## Vida pessoal
Araújo é casado com Carolina Araújo e tem duas filhas, Beatriz Araújo e Maria Clara Araújo.[carece de fontes?]
Segundo o jornal paulistano Folha de S.Paulo, ao longo de três mandatos de deputado federal, Bruno Araújo ampliou seu patrimônio em 454% sem explicar a origem específica do dinheiro. Nas eleições de 2018, declarou possuir mais de 5,2 milhões de reais.